# Crocidura baileyi
Crocidura baileyi, musaraña de Bailey, es una especie de mamífero soricomorfo de la familia Soricidae.
Es una especie terrestre cuyo hábitat son los páramos montanos de la región de Amhara en Etiopía, entre los 2700 y 3300 m de altitud, donde la vegetación herbácea es predominante.
En la Lista Roja de la UICN aparece como «en peligro de extinción» debido a la pérdida de calidad y extensión de su hábitat y a sus  poblaciones fragmentadas que ocupan menos de 5000 km², y que tienden a disminuir. Sus principales amenazas son la destrucción de su hábitat debido al establecimiento de explotaciones agrícolas y la introducción del ganado.